# سوئیست دی‌ایکس۵
سوئیست دی‌ایکس۵ (انگلیسی: Soueast DX5) یک کراس‌اوور در ابعاد کامپکت کوچک است که توسط پینینفارینا طراحی و توسط سوئیست تولید و عرضه شده‌است.

## بررسی

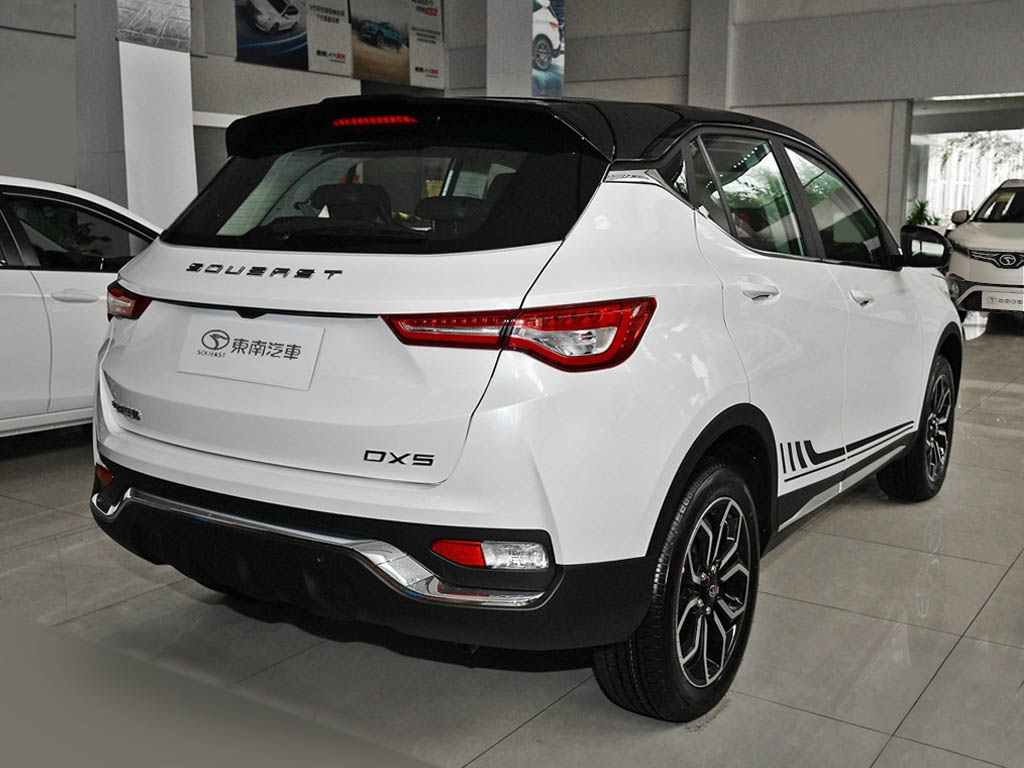
نمای عقب

سوئیست دی‌ایکس۵ در نمایشگاه خودروی چنگدو رونمایی شد. پلت‌فرم این خودرو با سوئیست دی‌ایکس۳ یکسان است و از نظر ابعاد بین مدل‌های دی‌ایکس۳ و دی‌ایکس۷ است. دی‌ایکس۵ در بازار چین با ۶ تیپ مختلف عرضه می‌شود که ارزان‌ترین تیپ آن ۶۹٬۹۰۰ یوآن و گران‌ترین تیپ آن ۹۹٬۹۰۰ یوآن قیمت دارد.
این خودرو در بازار چین با دو موتور عرضه می‌شود؛ یک موتور ۱٫۵ لیتری تنفس طبیعی با قدرت ۱۲۰ اسب بخار و گشتاور ۱۴۴ نیوتن متر و یک موتور ۱٫۵ لیتری توربوشارژر با قدرت ۱۵۵ اسب بخار و گشتاور ۲۲۰ نیوتن متر. این خودرو همچنین با جعبه‌دنده‌های ۵ سرعتهٔ دستی، ۶ سرعتهٔ خودکار و ۸ سرعتهٔ شبیه‌سازی شدهٔ سی‌وی‌تی عرضه می‌شود.